# Лукільйо (Пуерто-Рико)
Лукільйо (ісп. Luquillo, МФА: [luˈkiʎo]) — муніципалітет Пуерто-Рико, острівної території у складі США. Заснований 1797 року.

## Географія
Площа суходолу муніципалітету складає 67 км² (65-е місце за цим показником серед 78 муніципалітетів Пуерто-Рико).

## Демографія
Станом на 2010 рік на території муніципалітету мешкало 20 068 ос.
Динаміка чисельності населення:

## Населені пункти
Найбільші населені пункти муніципалітету Лукільйо:
| Населений пункт | Статус | Населення :   | Населення :   | Населення :   |
| Населений пункт | Статус | на 01.04.1990 | на 01.04.2000 | на 01.04.2010 |
| --------------- | ------ | ------------- | ------------- | ------------- |
| Лукільйо        | Місто  | 8 672         | 7 947         | 7 761         |
| Плая-Фортуна    | Селище | 2 232         | 2 037         | 1 690         |
| Рамос           | Селище | 1 977         | 2 004         | 1 821         |